# Monaco az 1976. évi nyári olimpiai játékokon
Monaco a kanadai Montréalban megrendezett 1976. évi nyári olimpiai játékok egyik részt vevő nemzete volt. Az országot az olimpián 3 sportágban 8 sportoló képviselte, akik érmet nem szereztek.

## Sportlövészet
Nyílt
| Versenyző      | Versenyszám       | Pont     | Helyezés |
| -------------- | ----------------- | -------- | -------- |
| Joseph Barral  | Sportpuska, fekvő | 582      | 60.      |
| Pierre Boisson | Sportpuska, fekvő | 581      | 64.      |
| Paul Cerutti   | Trap              | kizárták | kizárták |
| Marcel Rué     | Trap              | 141      | 42.      |

## Úszás
Férfi
| Versenyző         | Versenyszám  | Előfutam | Előfutam | Előfutam | Döntő   | Döntő    |
| Versenyző         | Versenyszám  | Idő      | Hely.    | Össz.    | Idő     | Helyezés |
| ----------------- | ------------ | -------- | -------- | -------- | ------- | -------- |
| Patrick Novaretti | 200 m gyors  | 2:04,29  | 8.       | 54.      | kiesett | kiesett  |
| Patrick Novaretti | 400 m gyors  | 4:20,62  | 8.       | 45.      | kiesett | kiesett  |
| Patrick Novaretti | 400 m vegyes | kizárták | kizárták | kizárták | kiesett | kiesett  |

## Vitorlázás
Nyílt
| Versenyző                                       | Versenyszám | Futam | Futam | Futam | Futam | Futam | Futam  | Futam | Pontszám | Helyezés |
| Versenyző                                       | Versenyszám | 1     | 2     | 3     | 4     | 5     | 6      | 7     | Pontszám | Helyezés |
| ----------------------------------------------- | ----------- | ----- | ----- | ----- | ----- | ----- | ------ | ----- | -------- | -------- |
| Gérard Battaglia Jean-Pierre Borro Claude Rossi | Soling      | 29,0  | 29,0  | 29,0  | 24,0  | 24,0  | (33,0) | 29,0  | 164,0    | 23.      |